# Puchar Europy w narciarstwie alpejskim kobiet 2024/2025
Puchar Europy w narciarstwie alpejskim kobiet w sezonie 2024/2025 – 54. edycja tego cyklu. Pierwsze zawody odbyły się 2 grudnia 2024 r. w szwajcarskim Zinal, natomiast ostatnie zostały rozegrane 23 marca 2025 r. w norweskim Oppdal.
Tytułów w poszczególnych klasyfikacjach broniły:
- generalna:  Janine Schmitt
- zjazd:  Emily Schöpf
- supergigant:  Janine Schmitt
- gigant:  Ilaria Ghisalberti
- slalom:  Bianca Bakke Westhoff

## Podium zawodów
| Lp. | Data             | Miejscowość          | Konkurencja | 1. miejsce                 | 2. miejsce         | 3. miejsce         |
| --- | ---------------- | -------------------- | ----------- | -------------------------- | ------------------ | ------------------ |
| 1.  | 2 grudnia 2024   | Zinal                | Gigant      | Viktoria Bürgler           | June Brand         | Janine Schmitt     |
| 2.  | 3 grudnia 2024   | Zinal                | Gigant      | Delphine Darbellay         | Jana Fritz         | Loïs Abouly        |
| 3.  | 7 grudnia 2024   | Mayrhofen/Hippach    | Gigant      | Victoria Olivier           | Vanessa Kasper     | Katharina Truppe   |
|     | 8 grudnia 2024   | Mayrhofen/Hippach    | Slalom      | Odwołano                   | Odwołano           | Odwołano           |
| 4.  | 13 grudnia 2024  | Sankt Moritz         | Zjazd       | Nadine Fest                | Carmen Spielberger | Janine Schmitt     |
| 5.  | 13 grudnia 2024  | Sankt Moritz         | Zjazd       | Carmen Spielberger         | Nadine Fest        | Janine Schmitt     |
| 6.  | 16 grudnia 2024  | Zinal                | Supergigant | Asja Zenere                | Janine Schmitt     | Valérie Grenier    |
| 7.  | 17 grudnia 2024  | Zinal                | Supergigant | Malorie Blanc              | Asja Zenere        | Sara Allemand      |
| 8.  | 19 grudnia 2024  | Valle Aurina/Ahrntal | Slalom      | Marta Rossetti             | Marion Chevrier    | Charlotte Lingg    |
| 9.  | 20 grudnia 2024  | Valle Aurina/Ahrntal | Slalom      | Estelle Alphand            | Marion Chevrier    | Anuk Brändli       |
| 10. | 7 stycznia 2025  | Les Diablerets       | Slalom      | Doriane Escané             | Aline Danioth      | Caitlin McFarlane  |
| 11. | 8 stycznia 2025  | Les Diablerets       | Slalom      | Lisa Hörhager Anuk Brändli | —                  | Moa Landström      |
| 12. | 10 stycznia 2025 | Puy-Saint-Vincent    | Gigant      | Nina Astner                | Britt Richardson   | Erika Pykäläinen   |
| 13. | 11 stycznia 2025 | Puy-Saint-Vincent    | Gigant      | Vanessa Kasper             | Nina Astner        | Fabiana Dorigo     |
| 14. | 15 stycznia 2025 | Zauchensee           | Zjazd       | Nadine Fest                | Carmen Spielberger | Leonie Zegg        |
| 15. | 16 stycznia 2025 | Zauchensee           | Zjazd       | Nadine Fest                | Victoria Olivier   | Carmen Spielberger |
| 16. | 17 stycznia 2025 | Zauchensee           | Supergigant | Nadine Fest                | Sara Allemand      | Clara Direz        |
| 17. | 19 stycznia 2025 | Zell am See          | Slalom      | Eliane Christen            | Charlotte Lingg    | Aline Höpli        |
| 18. | 20 stycznia 2025 | Zell am See          | Slalom      | Marion Chevrier            | Eliane Christen    | Aline Danioth      |
|     | 30 stycznia 2025 | Sella Nevea          | Zjazd       | Odwołano                   | Odwołano           | Odwołano           |
|     | 31 stycznia 2025 | Sella Nevea          | Zjazd       | Odwołano                   | Odwołano           | Odwołano           |
| 19. | 3 lutego 2025    | Szpindlerowy Młyn    | Slalom      | Marion Chevrier            | Martina Dubovská   | Marta Rossetti     |
| 20. | 4 lutego 2025    | Szpindlerowy Młyn    | Slalom      | Marion Chevrier            | Aline Höpli        | Martina Dubovská   |
| 21. | 9 lutego 2025    | Oberjoch             | Gigant      | Nina Astner                | Selina Egloff      | Fabiana Dorigo     |
| 22. | 10 lutego 2025   | Oberjoch             | Gigant      | Charlotte Lingg            | Sophie Mathiou     | Hilma Lövblom      |
| 23. | 14 lutego 2025   | Bardonecchia         | Supergigant | Asja Zenere                | Janine Schmitt     | Stefanie Grob      |
| 24. | 15 lutego 2025   | Bardonecchia         | Supergigant | Nadine Fest                | Stefanie Grob      | Sara Allemand      |
| 25. | 19 lutego 2025   | Sarntal              | Supergigant | Breezy Johnson             | Nadine Fest        | Isabella Wright    |
| 26. | 20 lutego 2025   | Sarntal              | Supergigant | Nadine Fest                | Victoria Olivier   | Breezy Johnson     |
| 27. | 8 marca 2025     | Kitzbühel            | Supergigant | Nadine Fest                | Carmen Spielberger | Victoria Olivier   |
| 28. | 9 marca 2025     | Kitzbühel            | Supergigant | Magdalena Egger            | Victoria Olivier   | Nadine Fest        |
|     | 16 marca 2025    | Kvitfjell            | Zjazd       | Odwołano                   | Odwołano           | Odwołano           |
| 29. | 17 marca 2025    | Kvitfjell            | Supergigant | Elvedina Muzaferija        | Sara Thaler        | Magdalena Egger    |
| 30. | 19 marca 2025    | Geilo                | Gigant      | Lara Della Mea             | Hilma Lövblom      | Lisa Nyberg        |
| 31. | 20 marca 2025    | Geilo                | Gigant      | Hilma Lövblom              | Lisa Nyberg        | Clara Direz        |
| 32. | 22 marca 2025    | Oppdal               | Gigant      | Lara Della Mea             | Fabiana Dorigo     | Vanessa Kasper     |
| 33. | 23 marca 2025    | Oppdal               | Slalom      | Aline Danioth              | Lisa Hörhager      | Selina Egloff      |

## Wyniki reprezentantek Polski

### Supergigant
| Zawodniczka | Zinal 16.12 | Zinal 17.12 | Zauchensee 17.01 | Bardonecchia 14.02 | Bardonecchia 15.02 | Sarntal 19.02 | Sarntal 20.02 | Kitzbühel 08.03 | Kitzbühel 09.03 | Kvitfjell 17.03 |
| --- | ----------- | ----------- | ---------------- | ------------------ | ------------------ | ------------- | ------------- | --------------- | --------------- | --------------- |
| Nikola Komorowska | 37          | 48          | –                | 61                 | dnf                | 77            | 73            | –               | –               | –               |
| 1-3 4-30 poniżej 30 dnf – Zawodniczka nie ukończyła przejazdu dns – Zawodniczka nie wystartowała (pomimo zgłoszenia) dsq – Zawodniczka została zdyskwalifikowana |             |             |                  |                    |                    |               |               |                 |                 |                 |

### Gigant
| Zawodniczka | Zinal 02.12 | Zinal 03.12 | Mayrhofen/Hippach 07.12 | Puy-Saint-Vincent 10.01 | Puy-Saint-Vincent 11.01 | Oberjoch 09.02 | Oberjoch 10.02 | Geilo 19.03 | Geilo 20.03 | Oppdal 22.03 |
| --- | ----------- | ----------- | ----------------------- | ----------------------- | ----------------------- | -------------- | -------------- | ----------- | ----------- | ------------ |
| Magdalena Łuczak | –           | –           | –                       | 16                      | 5                       | dnf2           | dnf1           | –           | –           | –            |
| Hanna Zięba | –           | –           | dnf1                    | –                       | –                       | dnf2           | dnf2           | 53          | dnf1        | –            |
| 1-3 4-30 poniżej 30 dnf – Zawodniczka nie ukończyła przejazdu dns – Zawodniczka nie wystartowała (pomimo zgłoszenia) dsq – Zawodniczka została zdyskwalifikowana dnq – Zawodniczka nie zakwalifikowała się do 2. przejazdu (liczba u góry oznacza miejsce zajęte w 1. przejeździe) 1/2 – Zawodniczka nie wystartowała, nie ukończyła lub została zdyskwalifikowana w 1./2. przejeździe |             |             |                         |                         |                         |                |                |             |             |              |

### Slalom
| Zawodniczka | Valle Aurina/Ahrntal 19.12 | Valle Aurina/Ahrntal 20.12 | Les Diablerets 07.01 | Les Diablerets 08.01 | Zell am See 19.01 | Zell am See 20.01 | Szpindlerowy Młyn 03.02 | Szpindlerowy Młyn 04.02 | Oppdal 23.03 |
| --- | -------------------------- | -------------------------- | -------------------- | -------------------- | ----------------- | ----------------- | ----------------------- | ----------------------- | ------------ |
| Aniela Sawicka | –                          | –                          | –                    | –                    | –                 | –                 | 33                      | dnf1                    | –            |
| 1-3 4-30 poniżej 30 dnf – Zawodniczka nie ukończyła przejazdu dns – Zawodniczka nie wystartowała (pomimo zgłoszenia) dsq – Zawodniczka została zdyskwalifikowana dnq – Zawodniczka nie zakwalifikowała się do 2. przejazdu (liczba u góry oznacza miejsce zajęte w 1. przejeździe) 1/2 – Zawodniczka nie wystartowała, nie ukończyła lub została zdyskwalifikowana w 1./2. przejeździe |                            |                            |                      |                      |                   |                   |                         |                         |              |

## Klasyfikacje
| Lp. | Zawodniczka        | Punkty |
| --- | ------------------ | ------ |
| 1.  | Nadine Fest        | 985    |
| 2.  | Victoria Olivier   | 870    |
| 3.  | Janine Schmitt     | 653    |
| 4.  | Marion Chevrier    | 639    |
| 5.  | Carmen Spielberger | 589    |
| 6.  | Stefanie Grob      | 544    |
| 7.  | Fabiana Dorigo     | 520    |
| 8.  | Selina Egloff      | 503    |
| 9.  | Viktoria Bürgler   | 499    |
| 10. | Sara Allemand      | 488    |

| Lp. | Zawodniczka        | Punkty |
| --- | ------------------ | ------ |
| 1.  | Nadine Fest        | 380    |
| 2.  | Carmen Spielberger | 320    |
| 3.  | Victoria Olivier   | 215    |
| 4.  | Leonie Zegg        | 136    |
| 4.  | Sara Allemand      | 136    |
| 6.  | Janine Schmitt     | 120    |
| 7.  | Fabiana Dorigo     | 106    |
| 8.  | Giulia Albano      | 101    |
| 9.  | Allison Mollin     | 100    |
| 10. | Alina Willi        | 90     |

| Lp. | Zawodniczka        | Punkty |
| --- | ------------------ | ------ |
| 1.  | Nadine Fest        | 605    |
| 2.  | Stefanie Grob      | 405    |
| 3.  | Sara Allemand      | 352    |
| 4.  | Janine Schmitt     | 346    |
| 5.  | Magdalena Egger    | 338    |
| 6.  | Victoria Olivier   | 332    |
| 7.  | Asja Zenere        | 330    |
| 8.  | Carmen Spielberger | 269    |
| 9.  | Viktoria Bürgler   | 261    |
| 10. | Livia Rossi        | 199    |

| Lp. | Zawodniczka               | Punkty |
| --- | ------------------------- | ------ |
| 1.  | Nina Astner               | 408    |
| 2.  | Vanessa Kasper            | 372    |
| 3.  | Hilma Lövblom             | 362    |
| 4.  | Victoria Olivier          | 317    |
| 5.  | Selina Egloff             | 315    |
| 6.  | Erika Pykäläinen          | 270    |
| 7.  | Fabiana Dorigo            | 266    |
| 8.  | Madeleine Sylvester-Davik | 256    |
| 9.  | Sophie Mathiou            | 248    |
| 10. | Delphine Darbellay        | 227    |

| Lp. | Zawodniczka       | Punkty |
| --- | ----------------- | ------ |
| 1.  | Marion Chevrier   | 626    |
| 2.  | Eliane Christen   | 424    |
| 3.  | Aline Danioth     | 343    |
| 4.  | Lisa Hörhager     | 259    |
| 5.  | Anuk Brändli      | 255    |
| 6.  | Celina Haller     | 243    |
| 7.  | Aline Höpli       | 237    |
| 8.  | Charlotte Lingg   | 220    |
| 9.  | Marta Rossetti    | 200    |
| 9.  | Caitlin McFarlane | 200    |

| Lp. | Reprezentacja     | Punkty |
| --- | ----------------- | ------ |
| 1.  | Austria           | 5860   |
| 2.  | Szwajcaria        | 5361   |
| 3.  | Włochy            | 3952   |
| 4.  | Francja           | 2608   |
| 5.  | Szwecja           | 1316   |
| 6.  | Niemcy            | 1173   |
| 7.  | Stany Zjednoczone | 749    |
| 8.  | Norwegia          | 746    |
| 9.  | Liechtenstein     | 346    |
| 10. | Czechy            | 313    |